# سیارک ۸۵۹۹
سیارک ۸۵۹۹ (به انگلیسی: 8599 Riparia، نامگذاری:2277T-2) هشت هزار و پانصد و نود و نهمین سیارک کشف شده‌است که در ۲۹ سپتامبر ۱۹۷۳ کشف شد.
قدر مطلق سیارک برابر ۱۴٫۰۰ است.